# Rêves en eaux troubles
Pour plus de détails, voir Fiche technique et Distribution.
Rêves en eaux troubles (Sweet Dreams) est un téléfilm américain réalisé par Jack Bender et diffusé le 16 septembre 1996 sur NBC.

## Synopsis
La première séquence montre une jeune femme qui s'enfuit terrorisée d'une maison en flammes. Elle est retrouvée le lendemain sur le rivage par un policier, Doug Harrison, qui lui vient en aide et commence une enquête. La jeune femme est amnésique et ne se souvient plus de rien, y compris de son identité. Plus tard, à l'hôpital, un homme vient lui rendre visite, lui explique qu'il est psychiatre et lui propose de l'aider. Un flash surgit alors : elle se souvient avoir une liaison avec le médecin, qui lui révèle son identité : Alison Sullivan...

## Fiche technique
- Titre original : Sweet Dreams
- Scénario : Bruce Miller
- Durée : 96 min
- Pays :  États-Unis

## Distribution
- Tiffani Thiessen : Alison Sullivan
- A Martinez : Doug Harrison (policier)
- David Newsom (en) : Dr Jack Renault
- Amy Yasbeck : Laura Renault
- Conchata Ferrell : Dr Kate Lowe
- Scott Paulin : Richard Mateo
- Marsha McPherson : Sara Renault
- Tamara McPherson : Sara Renault
- Anna Hagan : Mitzi
- Sheelah Megill : Infirmière Nancy Morrison
- Merrilyn Gann : Stevie
- Biski Gugushe : Infirmier Scott
- Duncan Fraser : Loggins
- Shaina Unger : Alison Sullivan jeune
- Dale Wilson : Nathan Sullivan
- Christy Cohen : Sharon
- Shawn Macdonald : Greg
- Chelsea Hobbs : Laura jeune
- Dmitry Chepovetsky : Ben
- Laura Owens : Cynthia Levenger
- Kenneth Michael Dickey : Chanteur de rue